# Сульфат марганца(II)
Сульфа́т ма́рганца(II) — неорганическое соединение, соль металла марганца и серной кислоты с химической формулой {\displaystyle {\ce {MnSO4}}}, хорошо растворимо в воде, образует кристаллогидраты.

## Нахождение в природе
Сульфат марганца(II) встречается в природе в виде очень редкого минерала маллардита (гептагидрата {\displaystyle {\ce {MnSO4.7H2O}}}).

## Описание
В безводном виде — белый порошок, при прокаливании плавится и разлагается. Кристаллогидрат {\displaystyle {\ce {MnSO4.7 H2O}}} — красно-розовые кристаллы, техническое название — марганцевый купорос. Хорошо растворим в воде, способен притягиваться к магниту, светло-розовая окраска раствора вызвана аквакомплексом {\displaystyle {\ce {[Mn(H2O)6]^2+;}}} гидролизуется по катиону. Также известны моно- и тетрагидрат соединения: {\displaystyle {\ce {MnSO4.H2O,}}} {\displaystyle {\ce {MnSO4.4 H2O}}}.
Применяется для получения марганца, диоксида марганца {\displaystyle {\ce {MnO2}}} и других соединений марганца, в качестве микроудобрений и аналитического реактива.

## Химические свойства
Реагирует со щелочами, раствором аммиака в воде. Слабый восстановитель, реагирует с типичными окислителями.
Взаимодействует с растворами щелочей:
{\displaystyle {\ce {MnSO4 + 2 NaOH -> Mn(OH)2 v + Na2SO4}}}.
Окисляется диоксидом свинца:
{\displaystyle {\ce {2 MnSO4 + 8 HNO3 + 5 PbO2 ->}}}
{\displaystyle {\ce {-> 2 HMnO4 + 4 Pb(NO3)2 + Pb(HSO4)2 + 2 H2O}}}.